# Takács Imre (költő)
Takács Imre (Rábasömjén, 1926. augusztus 31. – Kecskemét, 2000. november 19.) költő, műfordító.

## Életpályája
Sárváron esti tagozaton végezte a polgári iskolát, majd 1956-ban vette át az ELTE-n magyar szakos tanári oklevelét.
Szegény paraszti családból származott, így fiatalon napszámosként, kosárfonóként dolgozott. Egyetemi tanulmányait követően újságíróként és középiskolai tanárként tevékenykedett. 1958-tól a soponya-nagylángi gyermekváros nevelője, majd 1962-től Székesfehérváron volt tanár. 1964-től ugyanitt könyvtárosként dolgozott. 1982-től a Kortárs folyóirat munkatársa, a versrovat szerkesztője, 1990-től az Árgus folyóirat főmunkatársa volt.
Polgári foglalkozása mellett folyamatosan publikálta írásait, verseit. Aktívan részt vett a művészeti életben, rendszeresen jelentek meg kötetei.

## Kötetben megjelent főbb művei
- 1955 Zsellérek unokája, versek
- 1959 Kőangyal, versek
- 1960 A csillagok árulása, regény
- 1964 A férfi tánca, versek
- 1969 Elsüllyedt föld, versek
- 1972 Szertartás, versek
- 1976 Beismerések, versek
- 1978 Beszéd a fejfákhoz, versek
- 1978 Kísérlet, kavicsokkal, versek
- 1979 Páskomi lakodalom, versek
- 1982 Forduló csillagképek, versek
- 1983 Huszárvágások, versek
- 1984 Angyalok vetkőzés, versek
- 1986 Hegyek a víztükörben, versek
- 1989 Poeta benedictus, prózai munkák
- 1990 Jótékony kaszabolás, versek
- 1995 Hadd gondoljak valami szépet, publicisztikák
- Tükre a csillagoknak. Válogatott versek; vál., szerk. Román Károly; Vörösmarty Társaság, Székesfehérvár, 2006

## Díjai, elismerései
- 1961 József Attila-díj
- 1973 SZOT-díj
- 1983 Radnóti-díj
- 1985 Életünk Nívódíj
- 1993 Deák Dénes-díj[1]
- 2001 Vörösmarty Mihály-díj